# پنج تک‌درخت با ارزش ساکورا در ژاپن

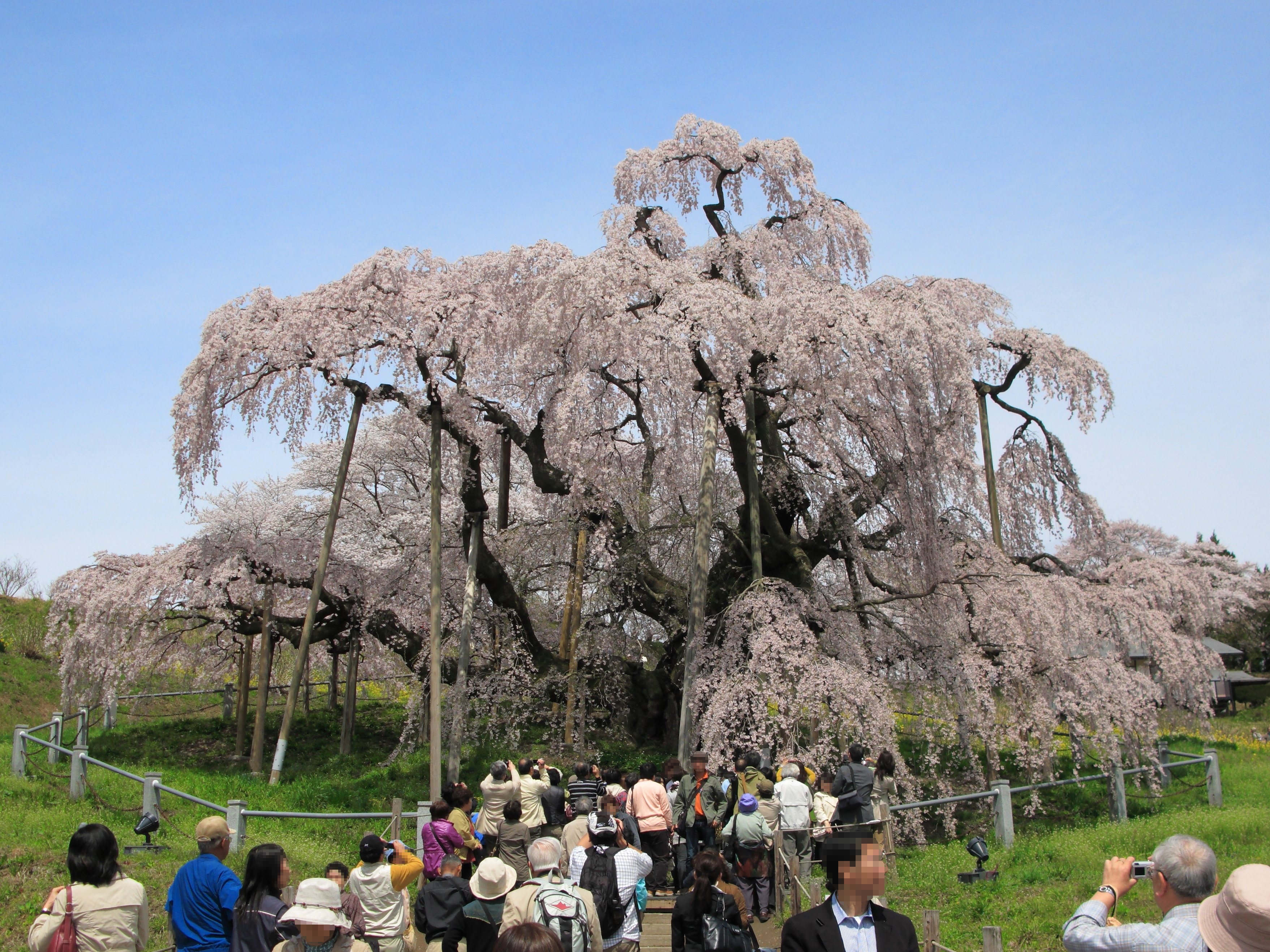
میهاراتاکی-زاکورا در استان فوکوشیما
.

پنج تک‌درخت باارزش ساکورا در ژاپن (به ژاپنی: 日本五大桜, Nihongadai Zakura) پنج تک درخت ساکورایی هستند که در سال  ۱۹۲۲ به عنوان گنجینه‌های طبیعی ژاپن به ثبت رسیدند.

## نام درخت‌ها
- ایشیتوکا-زاکورا در استان سایتاما. این درخت بیش از ۸۰۰ سال عمر دارد و از نوع درخت‌های کابا-زاکورا به‌شمار می‌رود.
- میهاراتاکی-زاکورا در استان فوکوشیما. این درخت بیش از ۱۰۰۰ سال عمر دارد. و از نوع شیداره-زاکورا (شاخه افشان) است.
- جیندای-زاکورا در استان یاماناشی. این درخت بیش از ۲۰۰۰ سال عمر دارد و کهنسالترین درخت نوع ادوهیگان در ژاپن به‌شمار می‌رود.
- کارییادو نو گبا-زاکورا در استان شیزوئوکا. این درخت بیش از ۸۰۰ سال عمر دارد و از نوع درخت‌های یاما-زاکورا به‌شمار می‌رود.
- اوسوزومی-زاکورا در استان گیفو. این درخت بیش از ۱۵۰۰ سال عمر دارد و از نوع درخت‌های ادوهیگان به‌شمار می‌رود.